# Miejska Strefa Kultury
Miejska Strefa Kultury, MSK – samorządowa instytucja kultury, która powstała z połączenia 5 domów kultury działających na terenie Łodzi: Bałuckiego Ośrodka Kultury, Centrum Kultury Młodych, Ośrodka Kultury Górna, Poleskiego Ośrodka Sztuki oraz Widzewskich Domów Kultury.

## Historia i działalność
Instytucję powołano w celu usprawnienia działalności łódzkich domów kultury. Zakładano polepszenie komunikacji pomiędzy placówkami, sprawniejszego zarządzania poprzez zmniejszenie administracji i stanowisk zarządzających, a także większe wsparcie w pozyskiwaniu funduszy. Miało to odciążyć pracowników merytorycznych z prac administracyjnych.
Przekształceniu istniejącego wcześniej podziału w jedną instytucję sprzeciwiali się pracownicy łódzkich domów kultury, a także ich bywalcy, niektórzy artyści (np. Jan Peszek czy Łukasz Garlicki) i instytucje (np. Miejski Ośrodek Kultury w Piotrkowie Trybunalskim, Komisja Dialogu Obywatelskiego ds. Kultury czy środowiska seniorskie). Władzom miasta zarzucano naruszanie autonomii instytucji kultury, a także brak rzetelnie przeprowadzonych konsultacji społecznych, m.in. jedyne wyznaczono zaledwie 2 tygodnie przed głosowaniem nad uchwałą 23 grudnia.
Rada Miejska w Łodzi 23 grudnia 2020 przegłosowała uchwałę o likwidacji dotychczasowych domów kultury i utworzeniu Miejskiej Strefy Kultury. 28 stycznia 2021 wojewoda łódzki Tobiasz Bocheński uchylił akt prawny. Wskazano na „brakami formalne dotyczące wadliwego wprowadzania w życie zapisów rangi ustawowej, błędów w trybie powoływania dyrektora rzeczonej instytucji kultury oraz nieprecyzyjne zapisanie źródeł finansowania". Decyzję zatwierdził Wojewódzki Sąd Administracyjny.
1 sierpnia 2021 Rada Miejska podjęła uchwałę po zaprowadzeniu poprawek. 16 września Wojewódzki Sąd Administracyjny kolejny raz podważył akt prawny. Urząd Miasta Łodzi odwołał się od wyroku do Naczelnego Sądu Administracyjnego, który uchylił decyzję sądu niższej instancji. W efekcie akt prawny wszedł w życie.

## Podział
Miejska Strefa Kultury składa się z 15 placówek:
- Centrum Kultury Młodych (ul. Lokatorska 13)
- Klub Dąbrowa (ul. Gen. Jarosława Dąbrowskiego 93)
- Ośrodek Górna (ul. Siedlecka 1)
- Ośrodek „Harnam” (ul. Piotrkowska 282A)
- Ośrodek Karolew (ul. Bratysławska 6A)
- Dom Kultury Ariadna (ul. Niciarniana 1/3)
- Strefa Kultury Otwartej (ul. Anny Jagiellonki 4,)
- Poleski Ośrodek Sztuki (ul. Krzemieniecka 2A; jest to jednocześnie centrala MSK)
- Ośrodek Wyspa Kultury (ul. Stawowa 28)
- Teatr Szwalnia oraz Ośrodek Sztuki – Galeria (ul.  Andrzeja Struga 90)
- Dom Kultury Widok (al. marsz. Józefa Piłsudskiego 133)
- Dom Kultury 502 (ul. Andrzeja Sacharowa 18)
- Centrum Twórczości Lutnia (ul. Łanowa 14)
- Centrum Animacji i Rewitalizacji Rondo (ul. Bolesława Limanowskiego 166)
- Centrum Edukacji Kulturowej Na Żubardzkiej (ul. Żubardzka 3)